# Privatbanen Sønderjylland

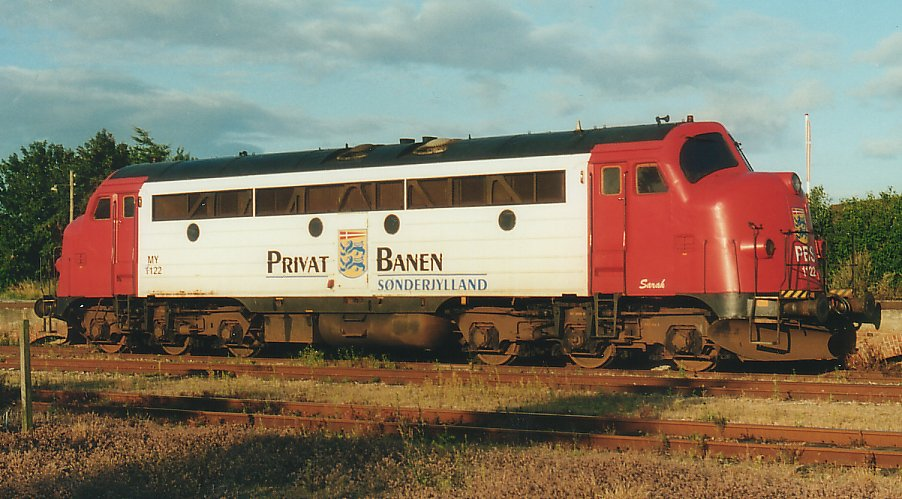
Diesellocomotief MY 1122 van Privatbanen Sønderjylland te Tønder

Privatbanen Sønderjylland  (PBS) was een private spoorwegmaatschappij in het zuiden van Jutland in Denemarken, opgericht in 1998. Dit was de eerste 'nieuwe' private spoorwegmaatschappij in Denemarken. Met tweedehands locomotieven van voornamelijk de DSB verzorgde PBS goederenvervoer van Tønder naar Grindsted en Esbjerg. Na heropening van de spoorlijn tussen Tønder en Tinglev verzorgde PBS ook goederenvervoer van Tønder via Tinglev naar Sønderborg. In 1999 werd begonnen met containertreinen tussen de containerfabriek van Maersk in Tinglev en Aarhus. Op 27 maart 2001 werd PBS failliet verklaard. Een deel van de activiteiten van PBS werd overgenomen door de nieuwe private spoorwegmaatschappij TraXion.

## Materieel
De PBS beschikte over diverse diesellocomotieven type MY, tweedehands overgenomen van de DSB. Na het faillissement werd het materieel overgenomen door Tønder Bank. Een aantal van deze locomotieven werd door TraXion geleaset van Tønder Bank. Nadat
TraXion een jaar later failliet ging, werden de locomotieven doorverkocht aan de Zweedse spoorwegmaatschappij Skånetåg.